# Hypoplectrus nigricans
Hypoplectrus nigricans — вид окунеподібних риб родини кам'яних окунів (Serranidae).

## Поширення
Вид поширений у Карибському морі: вздовж узбережжя Центральної Америки від Панами до Белізу та навколо Антильських островів. Біля узбережжя Венесуели відсутній.

## Опис
Тіло завдовжки до 15 см.

## Спосіб життя
Веде одиночний спосіб життя. Мешкає в мілководних рифах на глибині до 13 м. Часто трапляється біля дна навколо м'яких і твердих коралів. Живиться рибою та ракоподібними.